# 昼寝 (漫画家)
昼寝（ひるね、1990年9月16日 - ）は、日本の成人向け漫画家。

## 経歴
2017年夏頃は少年誌を志望していた。2019年頃にデビュー。主に『COMIC快楽天』で活動している。

## 評価
筋骨隆々な主人公と小柄なヒロインの体格差が持ち味とされる。服の皺や背景などの描きこみが緻密とされており、MINAMOは昼寝の画力について高く評価した。氷上絢一は、2020年の単行本『一昼夜』を称賛し、性描写の演出がダイナミックであると述べ、『COMIC快楽天』のカラーを象徴する作家であると評した。同作はDLsiteアワード2021の「転生したら絶対この世界にイキたいエロマンガ賞」を受賞した。また、FANZAブックスで第6位にランクインした。

## 作品リスト

### 連載
- 調教中（『WEEKLY快楽天』2021年No.05、No.09、No.14、No.20、全4話） - 『熱帯夜』に収録。

### 読み切り
- 帰ってきたゆうくん♂（『COMIC快楽天』2019年11月号） - 『一昼夜』に収録。
- 鮫田兄弟（『COMIC快楽天』2019年12月号） - 『一昼夜』に収録。
- 裏庭大学ラグビー部（『COMIC快楽天』2020年2月号） - 『一昼夜』に収録。
- 豚とプレゼント（『COMIC快楽天』2020年4月号） - 『一昼夜』に収録。
- いっぱい遊ぼ！（『WEEKLY快楽天』vol.36、vol.37） - 『一昼夜』に収録。
- 紳士遊戯倶楽部（『COMIC快楽天』2020年8月号） - 『一昼夜』に収録。
- まなの日記（『COMIC快楽天』2020年10月号） - 『一昼夜』に収録。
- つかえるサナエ（『COMIC快楽天』2021年1月号） - 『一昼夜』に収録。
- 幸せ乙葉ちゃん（『COMIC快楽天』2021年12月号） - 『熱帯夜』に収録。
- 器巫女（『COMIC快楽天』2021年8月号） - 『熱帯夜』に収録。
- 乙葉ちゃんとSEX（同人作品、2021年） - 『熱帯夜』に「ヤりすぎ乙葉ちゃん」のタイトルで収録。
- 真夏ちゃんの勉強（『COMIC快楽天』2022年7月号） - 『熱帯夜』に収録。
- しばられサーヤ（同人作品、2022年） - 『熱帯夜』に収録。

### 書籍
- 『一昼夜』ワニマガジン社〈ワニマガジンコミックススペシャル〉、2020年12月25日発売[5]、ISBN 978-4-86269-753-0
- 『熱帯夜』ワニマガジン社〈ワニマガジンコミックススペシャル〉、2022年10月3日発売[6]、ISBN 978-4-86269-867-4